# Drapetis stictica
Drapetis stictica är en tvåvingeart som beskrevs av Rogers 1983. Drapetis stictica ingår i släktet Drapetis och familjen puckeldansflugor.
Artens utbredningsområde är Jamaica. Inga underarter finns listade i Catalogue of Life.